# Durcet
Durcet és un municipi francès situat al departament de l'Orne i a la regió de Normandia. L'any 2007 tenia 240 habitants.

## Demografia

### Població
El 2007 la població de fet de Durcet era de 240 persones. Hi havia 94 famílies de les quals 20 eren unipersonals (8 homes vivint sols i 12 dones vivint soles), 33 parelles sense fills, 29 parelles amb fills i 12 famílies monoparentals amb fills.
La població ha evolucionat segons el següent gràfic:
Habitants censats

### Habitatges
El 2007 hi havia 110 habitatges, 97 eren l'habitatge principal de la família, 11 eren segones residències i 2 estaven desocupats. 108 eren cases i 1 era un apartament. Dels 97 habitatges principals, 69 estaven ocupats pels seus propietaris, 24 estaven llogats i ocupats pels llogaters i 4 estaven cedits a títol gratuït; 3 tenien una cambra, 3 en tenien dues, 20 en tenien tres, 33 en tenien quatre i 38 en tenien cinc o més. 68 habitatges disposaven pel capbaix d'una plaça de pàrquing. A 44 habitatges hi havia un automòbil i a 46 n'hi havia dos o més.

### Piràmide de població
La piràmide de població per edats i sexe el 2009 era:
| Homes | Edats   | Dones |
| ----- | ------- | ----- |
| 0     | 95 o +  | 0     |
| 0     | 90 a 94 | 0     |
| 0     | 85 a 89 | 0     |
| 4     | 80 a 84 | 0     |
| 12    | 75 a 79 | 0     |
| 4     | 70 a 74 | 12    |
| 0     | 65 a 69 | 4     |
| 8     | 60 a 64 | 12    |
| 4     | 55 a 59 | 0     |
| 16    | 50 a 54 | 8     |
| 4     | 45 a 49 | 8     |
| 8     | 40 a 44 | 4     |
| 12    | 35 a 39 | 4     |
| 4     | 30 a 34 | 4     |
| 8     | 25 a 29 | 4     |
| 0     | 20 a 24 | 8     |
| 8     | 15 a 19 | 8     |
| 4     | 10 a 14 | 4     |
| 12    | 5 a 9   | 8     |
| 0     | 0 a 4   | 0     |

## Economia
El 2007 la població en edat de treballar era de 155 persones, 114 eren actives i 41 eren inactives. De les 114 persones actives 112 estaven ocupades (67 homes i 45 dones) i 2 estaven aturades (2 dones i 2 dones). De les 41 persones inactives 11 estaven jubilades, 14 estaven estudiant i 16 estaven classificades com a «altres inactius».

### Ingressos
El 2009 a Durcet hi havia 103 unitats fiscals que integraven 251 persones, la mediana anual d'ingressos fiscals per persona era de 16.953 €.

### Activitats econòmiques
Dels 4 establiments que hi havia el 2007, 1 era d'una empresa de fabricació d'altres productes industrials, 1 d'una empresa de construcció, 1 d'una empresa immobiliària i 1 d'una empresa classificada com a «altres activitats de serveis».
L'únic servei als particulars que hi havia el 2009 era una fusteria.
L'any 2000 a Durcet hi havia 20 explotacions agrícoles que ocupaven un total de 672 hectàrees.

## Poblacions més properes
El següent diagrama mostra les poblacions més properes.